# Jardim Itália (bairro de Chapecó)
O Jardim Itália é um bairro nobre da região central de Chapecó, maior cidade da região Oeste do estado de Santa Catarina.
Com aproximadamente 4.926 habitantes, apresenta um dos mais altos custos habitacionais da região. Está delimitado pela "Av. General Osório", "R. Antônio Morandini", "R. Palmeiras" e "R. Guaporé". 
O bairro faz fronteiras com os bairros Saic, São Cristóvão, Santo Antônio, Palmital e Centro